# تحالف الجمهور (تركيا)
تحالف الجمهور (بالتركية: Cumhur İttifakı أو اختصارًا CUMHUR)‏، هو تحالف انتخابي في تركيا، تأسس في فبراير 2018 بين حزب العدالة والتنمية الحاكم (AK Party) وحزب الحركة القومية المعارض سابقًا (MHP). جرى تشكيل التحالف لخوض الانتخابات العامة لعام 2018، ويجمع الأحزاب السياسية الداعمة لإعادة انتخاب الرئيس رجب طيب أردوغان. منافسه الرئيسي هو تحالف الأمة، الذي جرى إنشاؤه في الأصل من أربعة أحزاب معارضة في عام 2018 وأعيد تأسيسه في عام 2019. فاز التحالف بأغلبية 49.46 % في الانتخابات البرلمانية التركية عام 2023، والتي بلغت نسبة المشاركة فيها 84.81%.

## التاريخ

### خلفية
بعد فشل عملية السلام الكردية التركية 2013-2015 مع حزب العمال الكردستاني، تضافرت الصفوف بين حزب العدالة والتنمية وحزب الحركة القومية. ودعم حزب الحركة القومية الاستفتاء الدستوري في أبريل 2017، الذي حوّل تركيا إلى نظام رئاسي ووسع السلطة التنفيذية لرئيس تركيا. شكل أعضاء منشقون عن حزب الحركة القومية حزبا جديدا باسم الحزب الجيد القومي المعتدل.

### التشكيل
لدى التحالف مرشح رئاسي مشترك، هو الرئيس الحالي رجب طيب أردوغان. ومن المتوقع أن يقوم كل حزب بترشيح المرشحين للبرلمان على حدة. في 23 أكتوبر 2018، بعد سلسلة من الخلافات العامة بين حزب العدالة والتنمية وحزب الحركة القومية، أعلن رئيس حزب الحركة القومية دولت بهجلي رسميًا أن حزبه لن يسعى بعد الآن إلى تقديم مرشحين مشتركين لرئاسة البلدية في الانتخابات المحلية في مارس 2019.
ركزت الخلافات العامة على العفو العام للسجناء المؤيدين لحزب الحركة القومية، فضلاً عن قرار المحكمة بإلغاء قسم الطالب. جرى إلغاء القسم خلال عملية السلام الكردية التركية من قبل حكومة حزب العدالة والتنمية في محاولة لاسترضاء حزب العمال الكردستاني. وقد حظي قرار المحكمة بإعادة تأسيسها بتأييد قوي من حزب الحركة القومية، في حين عارضه حزب العدالة والتنمية. لكن الحزبين شددا على أنهما لا يعتبران ذلك بمثابة حل للتحالف في البرلمان التركي وأن تعليق التحالف الانتخابي للانتخابات المحلية كان مؤقتًا فقط.
في 11 مارس 2023 أعلن زعيم حزب الدعوة الحرة زكريا يابجي أوغلو أنه سيدعم تحالف الجمهور في الانتخابات العامة التركية لعام 2023، مشيرًا أيضًا إلى أنه سيواصل محادثاته مع التحالف من أجل الانتخابات البرلمانية التركية لعام 2023. وسيخوض الحزب الانتخابات ضمن قائمة حزب العدالة والتنمية. ذكرت بعد بعض التقارير المتضاربة، انضمام حزب الرفاه الجديد إلى تحالف الجمهور في 24 مارس 2023.

## التكوين

### الأعضاء المؤسسين
|  | الحزب                | اسم الحزب بالتركي          | القائد          | الموضع      | الأيديولوجيا             | النواب    |
|  | -------------------- | -------------------------- | --------------- | ----------- | ------------------------ | --------- |
|  | حزب العدالة والتنمية | Adalet ve Kalkınma Partisi | رجب طيب أردوغان | اليمين      | المحافظة الوطنية         | 285 / 600 |
|  | حزب الحركة القومية   | Milliyetçi Hareket Partisi | دولت بهجلي      | أقصى اليمين | القومية التركية المتطرفة | 48 / 600  |

### الأعضاء الإضافيون
|  | اسم الحزب بالتركي        | الحزب             | القائد       | الموضع      | الأيديولوجيا              | النواب  |
|  | ------------------------ | ----------------- | ------------ | ----------- | ------------------------- | ------- |
|  | BBP Büyük Birlik Partisi | حزب الوحدة العظيم | مصطفى دستيسي | اقصى اليمين | القومية الإسلامية التركية | 1 / 600 |
|  | Yeniden Refah PartisiYRP | حزب الرفاه الجديد | فاتح أربكان  | اقصى اليمين | مللي جوروش                | 0 / 600 |

بعد تشكيل التحالف، كانت هناك تكهنات في وسائل الإعلام التركية، وكذلك بين المحللين والسياسيين البارزين، بأن الأحزاب الصغيرة الأخرى يمكن أن تنضم إليه قبل انتخابات 24 يونيو 2018. كانت الأحزاب المُرجح ضمها كأعضاء محتملين في المستقبل هي حزب الاتحاد الكبير (BBP) وحزب السعادة (SP). بينما استبعد الحزب الاشتراكي الانضمام إلى التحالف، دخل حزب الاتحاد الكبير محادثات للانضمام للتحالف. في أوائل مايو 2018، انضم حزب الاتحاد الكبير في نهاية المطاف إلى التحالف على قوائم حزب العدالة والتنمية، بينما تحالف حزب السعادة بدلا من ذلك مع تحالف الأمة المعارض بقيادة حزب الشعب الجمهوري.
في عام 2023، تنافس كل من حزب الاتحاد الكبير وحزب الرفاه الجديد على قوائمهما الخاصة كجزء من التحالف.

### أحزاب داعمة
|  | اسم الحزب بالتركي | الحزب                                      | القائد             | الموضع      | الأيديولوجيا                         | النواب  |
|  | ----------------- | ------------------------------------------ | ------------------ | ----------- | ------------------------------------ | ------- |
|  | HÜDA PAR          | حزب الدعوة الحرة Hür Dava Partisi          | زكريا يابيجي اوغلو | اقصى اليمين | إسلامي سني القومية الإسلامية الكردية | 4 / 600 |
|  | DSP               | حزب اليسار الديمقراطي Demokratik Sol Parti | اوندر اكساكال      | يسار الوسط  | التشاؤم الديمقراطية الاجتماعية       | 0 / 600 |
|  | BÜYK TÜRKİYE      | حزب تركيا الكبرى Büyük Türkiye Partisi     | حسين دورماز        | يمين الوسط  | القومية التركية الكمالية             | 0 / 600 |
|  | DYP               | حزب الطريق الصحيح Doğru Yol Partisi        | شيتين اوزاجيك كوز  | يمين الوسط  | المحافظة الليبرالية                  | 0 / 600 |

دعم حزب الدعوة الحرة (HÜDA PAR) التحالف في الانتخابات الرئاسية التركية 2018 بينما خاض الانتخابات البرلمانية التركية 2018 منفردًا. أعلن الحزب أنه سيدعم التحالف في انتخابات الرئاسة التركية 2023.